# Zaragoza Alacranes
Zaragoza Alacranes är en ort i Mexiko.   Den ligger i kommunen San Sebastián Tecomaxtlahuaca och delstaten Oaxaca, i den sydöstra delen av landet, 260 km söder om huvudstaden Mexico City. Zaragoza Alacranes ligger 2 251 meter över havet och antalet invånare är 158.
Terrängen runt Zaragoza Alacranes är kuperad åt nordost, men åt sydväst är den bergig. Terrängen runt Zaragoza Alacranes sluttar söderut. Runt Zaragoza Alacranes är det ganska glesbefolkat, med 43 invånare per kvadratkilometer. Närmaste större samhälle är Santiago Juxtlahuaca, 12,1 km nordost om Zaragoza Alacranes. I omgivningarna runt Zaragoza Alacranes växer huvudsakligen savannskog.